# Sarah Menezes
Pour les articles homonymes, voir Menezes.
Sarah Gabrielle Cabral de Menezes, née le 26 mars 1990 à Teresina, est une judokate brésilienne en activité évoluant dans la catégorie des moins de 48 kg, poids super-légers. Elle est championne olympique à Londres en 2012. Elle détient trois médailles de bronze aux championnats du monde et neuf médailles dans des compétitions continentales dont quatre titres en championnats panaméricains.

## Biographie
Sarah Menezes participe aux Championnats du monde de judo 2010 et 2011 où elle se classe troisième.
Elle remporte la médaille d'or lors de la compétition de judo des Jeux olympiques de 2012 à Londres en battant en finale la tenante du titre, la Roumaine Alina Dumitru sur waza-ari.
Aux championnats du monde 2013 à Rio de Janeiro, elle remporte la médaille de bronze.
Les années suivantes, elle remporte trois médailles continentales, dont deux médailles d'or lors des éditions 2015 et 2016 des championnats panaméricains. Lors des Jeux olympiques de Rio de Janeiro, elle est battue en quarts de finale par la Cubaine Dayaris Mestre Álvarez puis éliminée dès le premier tour des repêchages par la Mongole Mönkhbatyn Urantsetseg.

## Palmarès
| Année | Compétition                | Lieu           | Résultat | Catégorie      |
| ----- | -------------------------- | -------------- | -------- | -------------- |
| 2005  | Championnats panaméricains | Caguas         | 3e       | Moins de 44 kg |
| 2009  | Championnats panaméricains | Buenos Aires   | 3e       | Moins de 48 kg |
| 2010  | Championnats panaméricains | San Salvador   | 1re      | Moins de 48 kg |
| 2010  | Championnats du monde      | Tokyo          | 3e       | Moins de 48 kg |
| 2011  | Championnats du monde      | Paris          | 3e       | Moins de 48 kg |
| 2011  | Jeux panaméricains         | Guadalajara    | 3e       | Moins de 48 kg |
| 2012  | Championnats panaméricains | Montréal       | 2e       | Moins de 48 kg |
| 2012  | Jeux olympiques            | Londres        | 1re      | Moins de 48 kg |
| 2013  | Championnats panaméricains | San José       | 1re      | Moins de 48 kg |
| 2013  | Championnats du monde      | Rio de Janeiro | 3e       | Moins de 48 kg |
| 2014  | Championnats panaméricains | Guayaquil      | 2e       | Moins de 48 kg |
| 2015  | Championnats panaméricains | Edmonton       | 1re      | Moins de 48 kg |
| 2016  | Championnats panaméricains | La Havane      | 1re      | Moins de 48 kg |
| 2019  | Championnats panaméricains | Lima           | 3e       | Moins de 52 kg |